# 圆叶娃儿藤
圆叶娃儿藤（学名：Tylophora trichophylla）为夹竹桃科娃儿藤属的植物，为中国的特有植物。分布于中国大陆的广西、广东等地，多生在旷野灌木丛中，目前尚未由人工引种栽培。

## 异名
- Tylophora trichophylla Tsiang